# Widerøe

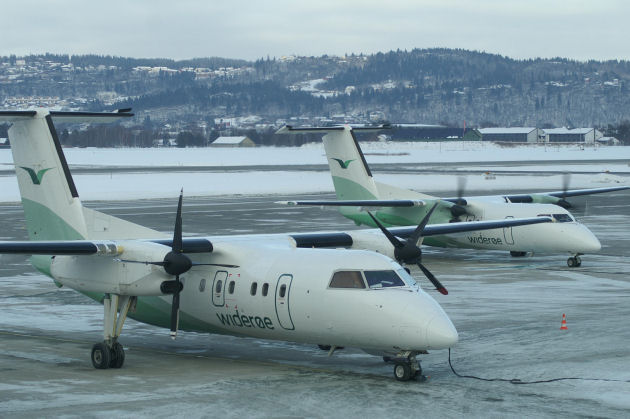
Deux Dash 8 de la compagnie Widerøe.

Widerøe (nom complet en norvégien Widerøes Flyveselskap ASA) (code AITA : WF ; code OACI : WIF) est une compagnie aérienne norvégienne, créée en 1934. C'est la plus grande compagnie aérienne régionale de Norvège. Son siège social est situé à Bodø, mais des locaux administratifs sont également présents à Oslo.

## Histoire
Widerøes Flyveselskap AS a été fondée le 19 février 1934 par cinq amis parmi lesquels l'un d'eux était Viggo Widerøe. Au début, la société était située à Ingierstrand hors d'Oslo et exploitait un service de taxi aérien, une ambulance, des services de transport scolaire et des vols pour photos aériennes. Elle a établi ses premières liaisons (Oslo - Kristiansand - Stavanger - Haugesund) la même année.
En 1938, elle élargit ses destinations aux Lofoten, Vesterålen, dans le Troms et le Finnmark.
Dans les années 1950, l'activité de la compagnie a considérablement augmenté. Les sources de revenus les plus importantes étaient les vols par hydravions dans le nord de la Norvège ainsi que les opérations de maintenance à Fornebu. L'activité d'hydravion a été remplacée par des routes depuis les aéroports lorsque le gouvernement a décidé de créer des aéroports plus petits dans les régions. Les quatre premiers aéroports étaient situés entre Bodø et Trondheim et ont ouvert en 1968.
En 1970, Widerøe se réorganise, l'entreprise souhaitant jouer un rôle de premier plan dans le développement de routes régionales.
Elle devient membre du groupe Scandinavian Airlines System en 1997 mais le quitte en 2013 à la suite de la décision du groupe de la céder.
En 2018, Widerøe lance le nouvel avion Embraer 190-E2. Elle est la première compagnie aérienne au monde à mettre l'Embraer E190-E2 en service. Il porte d'ailleurs la nouvelle livrée de la compagnie (qui est progressivement déployée sur les Dash-8 également).
En 2022, la compagnie élargit son réseau de destinations vers le Sud de l'Europe et ouvre des liaisons vers l'Espagne, la France et l'Italie.
En juillet 2023, Norwegian Air Shuttle a annoncé un accord pour l'acquisition de Widerøe pour 1,125 milliard de couronnes (104 millions de dollars), accord qui a été finalisé en janvier 2024.

## Destinations
Les destinations de Widerøe sont localisées en Scandinavie : Danemark, Norvège, Suède, et dans le reste de l'Europe : Espagne, France, Italie et Royaume-Uni.
| Ville             | Code de vol | Code de vol | Aéroport                         | Avion                           | Saisonnier |
| Ville             | IATA        | ICAO        | Aéroport                         | Avion                           | Saisonnier |
| ----------------- | ----------- | ----------- | -------------------------------- | ------------------------------- | ---------- |
| Danemark          |             |             |                                  |                                 |            |
| Copenhague        | CPH         | EKCH        | Aéroport de Copenhague           | Q400                            |            |
| Espagne           |             |             |                                  |                                 |            |
| Alicante          | ALC         | LEAL        | Aéroport d'Alicante-Elche        | E190-E2                         |            |
| Palma de Majorque | PMI         | LEPA        | Aéroport de Palma de Majorque    | E190-E2                         | En été     |
| France            |             |             |                                  |                                 |            |
| Nice              | NCE         | LFMN        | Aéroport de Nice-Côte d'Azur     | E190-E2                         | En été     |
| Italie            |             |             |                                  |                                 |            |
| Florence          | FLR         | LIRQ        | Aéroport de Florence-Peretola    | E190-E2                         | En été     |
| Norvège           |             |             |                                  |                                 |            |
| Ålesund           | AES         | ENAL        | Aéroport d'Ålesund               | Q100, Q300, Q400                |            |
| Alta              | ALF         | ENAT        | Aéroport d'Alta                  | Q100, Q200, Q300                |            |
| Andenes           | ANX         | ENAN        | Aéroport Andøya, Andenes         | Q100, Q200, Q300                |            |
| Bergen            | BGO         | ENBR        | Aéroport de Bergen               | Q100, Q200, Q300, Q400, E190-E2 |            |
| Berlevåg          | BVG         | ENBV        | Aéroport de Berlevåg             | Q100, Q200                      |            |
| Bodø              | BOO         | ENBO        | Aéroport de Bodø                 | Q100, Q200, Q300, Q400          |            |
| Brønnøysund       | BNN         | ENBN        | Aéroport de Brønnøysund, Brønnøy | Q100, Q200, Q300                |            |
| Båtsfjord         | BJF         | ENBS        | Aéroport de Båtsfjord            | Q100, Q200                      |            |
| Florø             | FRO         | ENFL        | Aéroport de Florø                | Q100, Q200, Q300                |            |
| Førde             | FDE         | ENBL        | Aéroport de Førde, Bringeland    | Q100, Q200                      |            |
| Hammerfest        | HFT         | ENHF        | Aéroport d'Hammerfest            | Q100, Q200                      |            |
| Harstad           | EVE         | ENEV        | Aéroport de Narvik/Harstad       | Q100, Q200, Q300                |            |
| Hasvik            | HAA         | ENHA        | Aéroport d'Hasvik                | Q100, Q200                      |            |
| Haugesund         | HAU         | ENHD        | Aéroport de Haugesund            | Q300, Q400                      |            |
| Honningsvåg       | HVG         | ENHV        | Aéroport de Honningsvåg          | Q100, Q200                      |            |
| Kirkenes          | KKN         | ENKR        | Aéroport de Kirkenes             | Q100, Q200, Q300                |            |
| Kristiansand      | KRS         | ENCN        | Aéroport de Kristiansand Kjevik  | Q300, Q400                      |            |
| Kristiansund      | KSU         | ENKB        | Aéroport de Kristiansund         | Q100, Q200, Q300, Q400          |            |
| Lakselv           | LKL         | ENNA        | Aéroport de Lakselv, Banak       | Q100, Q200, Q300                |            |
| Leknes            | LKN         | ENLK        | Aéroport de Leknes               | Q100, Q200                      |            |
| Mehamn            | MEH         | ENME        | Aéroport de Mehamn               | Q100, Q200                      |            |
| Mo i Rana         | MQN         | ENRA        | Aéroport de Mo i Rana, Røssvoll  | Q100, Q200                      |            |
| Molde             | MOL         | ENML        | Aéroport de Molde, Årø           | Q300, Q400                      |            |
| Mosjøen           | MJF         | ENMS        | Aéroport de Mosjøen, Kjærstad    | Q100, Q200                      |            |
| Namsos            | OSY         | ENNM        | Aéroport de Namsos               | Q100, Q200                      |            |
| Narvik            | NVK         | ENNK        | Aéroport de Narvik, Framnes      | Q100, Q200                      |            |
| Oslo              | OSL         | ENGM        | Aéroport d'Oslo-Gardermoen       | Q100, Q200, Q300                |            |
| Rørvik            | RVK         | ENRM        | Aéroport de Rørvik, Ryum         | Q100, Q200                      |            |
| Røst              | RET         | ENRS        | Aéroport de Røst                 | Q100, Q200                      |            |
| Røros             | RRS         | ENRO        | Aéroport de Røros                | Q100, Q200                      |            |
| Sandane           | SDN         | ENSD        | Aéroport de Sandane, Anda        | Q100, Q200                      |            |
| Sandefjord        | TRF         | ENTO        | Aéroport de Sandefjord           | Q300, Q400                      |            |
| Sandnessjøen      | SSJ         | ENST        | Aéroport de Sandnessjøen, Stokka | Q100, Q200                      |            |
| Skien             | SKE         | ENSN        | Aéroport de Skien, Geiteryggen   | Q100, Q200, Q300                |            |
| Sogndal           | SOG         | ENSG        | Aéroprot de Sogndal, Haukåsen    | Q100, Q200                      |            |
| Stavanger         | SVG         | ENZV        | Aéroport de Stavanger            | Q300, Q400                      |            |
| Stokmarknes       | SKN         | ENSK        | Aéroport de Stokmarknes, Skagen  | Q100, Q200                      |            |
| Svolvær           | SVJ         | ENSH        | Aéroport de Svolvær, Helle       | Q100, Q200                      |            |
| Sørkjosen         | SOJ         | ENSR        | Aéroport de Sørkjosen            | Q100, Q200                      |            |
| Tromsø            | TOS         | ENTC        | Aéroport de Tromsø               | Q100, Q200, Q300, Q400          |            |
| Trondheim         | TRD         | ENVA        | Aéroport de Trondheim Værnes     | Q100, Q200, Q300, Q400          |            |
| Vadsø             | VDS         | ENVD        | Aéroport de Vadsø                | Q100, Q200                      |            |
| Vardø             | VAW         | ENSS        | Aéroport de Vardø, Svartnes      | Q100, Q200                      |            |
| Ørsta et Volda    | HOV         | ENOV        | Aéroport d'Ørsta/Volda, Hovden   | Q100, Q200                      |            |
| Royaume-Uni       |             |             |                                  |                                 |            |
| Aberdeen          | ABZ         | EGPD        | Aéroport d'Aberdeen              | Q300                            |            |
| Londres           | STN         | EGSS        | Londres-Stansted                 | Q400                            |            |
| Suède             |             |             |                                  |                                 |            |
| Göteborg          | GOT         | ESGG        | Aéroport de Göteborg-Landvetter  | Q300, Q400                      |            |
| Visby             | VBY         | ESSV        | Aéroport de Visby                | Q300                            | En été     |

## Partage de codes
Widerøe a un partage de code avec la compagnie aérienne suivante :
- Loganair.

## Flotte

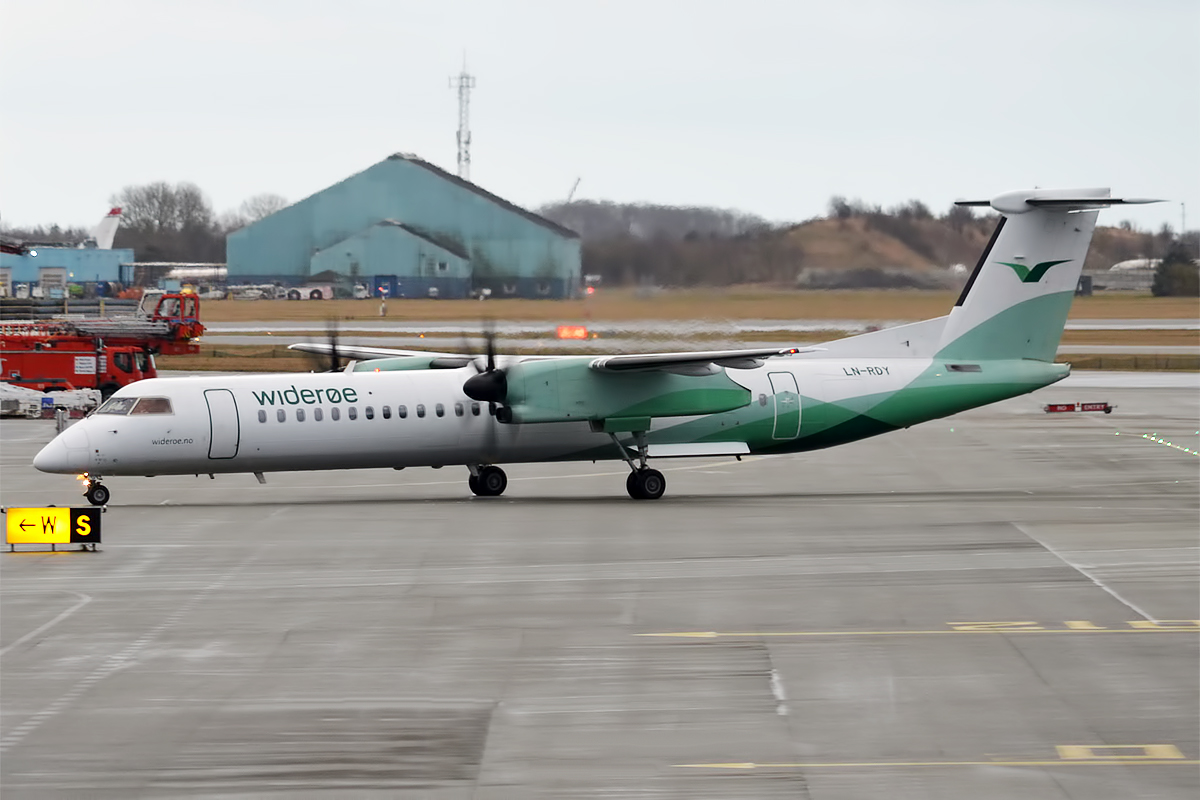
Bombardier Dash 8 Q400 de Widerøe

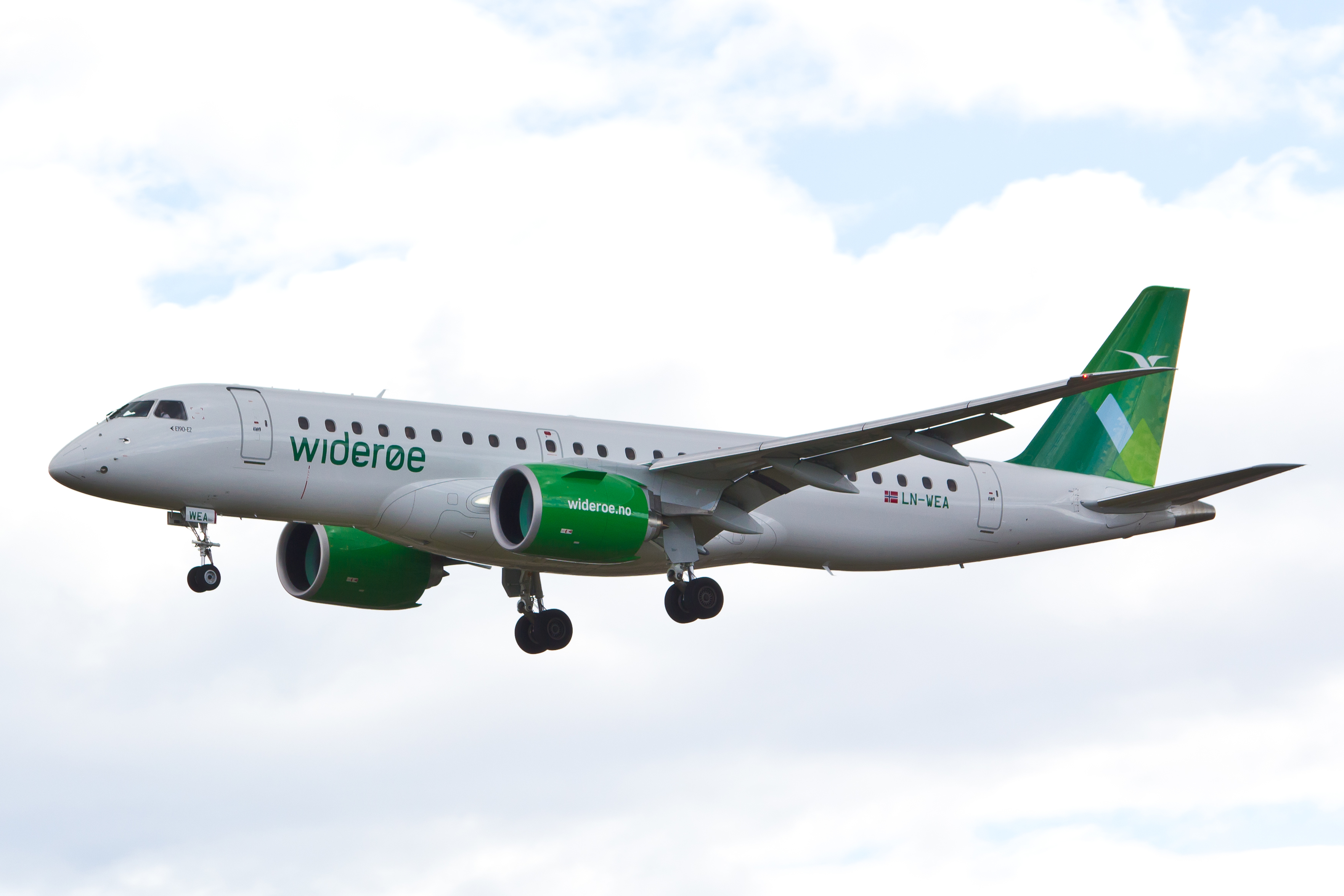
Embraer 190-E2 de Widerøe

La flotte de Widerøe :
| type d'avion                 | nombre d'exemplaires | nombre de sièges | vitesse maximale |
| ---------------------------- | -------------------- | ---------------- | ---------------- |
| Bombardier Dash-8 Q300       | 4                    | 50 sièges        | 501 km/h         |
| Bombardier Dash-8 100 / Q200 | 26                   | 39 sièges        | 518 km/h         |
| Bombardier Dash-8 Q400       | 10                   | 78 sièges        | 667 km/h         |
| Embraer 190-E2               | 3                    | 110 sièges       | 890 km/h         |

### Flotte Historique
- DHC-6 Twin Otter
- de Havilland Canada Dash 7